# バラトール
バラトール (Baratol) とは、トリニトロトルエン33%と硝酸バリウム67%とを混合した爆薬である。
溶填可能で成型しやすいため、初期の原子爆弾の爆縮レンズの中の遅い爆薬として使われた。
爆発性の混合物からなるTNTと硝酸バリウム少量(約1％)でフレグマ化爆薬とされ、パラフィンワックスとして使用された。 
TNTは通常、混合物の25-33％を占める。なお硝酸バリウムは高密度であるため、バラトールの密度は少なくとも2.5 g/cm3となる。 
爆発速度が毎秒約4,900メートルのバラトールは、初期の原子爆弾の爆縮レンズの低速爆発爆薬として、しばしば高速爆発成分としてのコンポジションBと併せて使用された。アメリカのトリニティは1945年に、ソ連のジョー1は1949年に、そしてインドでは1972年にバラトールおよびコンポジションBを使用して核実験に供された。 
バラトールは、イギリスのミルズ手榴弾でも使用された。 
爆速は4,100km/s (仮比重：1.0)とされる。